# Nyctalus lasiopterus
El nóctulo mayor (Nyctalus lasiopterus) es una especie de quiróptero de la familia Vespertilionidae. Se trata del mayor murciélago europeo. No parece presentar dimorfismo sexual en cuanto al tamaño ni al pelaje (es decir, no hay diferencias entre machos y hembras en estos aspectos). Este último es monocolor, denso, largo y lustroso, y se extiende por el patagio. Su color varía del castaño al rojizo, con el vientre más claro o amarillento. Esta especie de murciélago se caracteriza por tener orejas cortas, anchas y redondeadas, un antitrago grueso y un trago grande, con forma arriñonada. Presenta alas largas y relativamente estrechas insertadas en el tobillo, así como dentición robusta y con la fórmula dentaria {\displaystyle {\frac {2.1.2.3}{3.1.2.3}}}.

## Distribución
Es un murciélago de distribución típicamente paleártica, se cita desde Portugal a Uzbekistán, y desde Marruecos y Libia a Polonia. En España es posiblemente discontinua.

## Hábitat
Es una de las especies más desconocidas de la fauna europea. Parece estar básicamente asociado a bosques caducifolios (generalmente Quercus sp. y Fagus sylvatica) aunque se han encontrado también en pinares (Pinus sylvestris). Requiere bosques maduros con árboles viejos en los que encuentra oquedades para refugio. Tiene una gran capacidad de desplazamiento que le permite explorar áreas de caza distantes.
Se localiza desde el nivel del mar en Sevilla hasta por encima de los 1.350 metros en el Sistema Ibérico, aunque se ha detectado en collados por encima de los 2.000 en los Alpes. Sin embargo, en los últimos años está siendo desplazado por la cotorra de Kramer en muchas ciudades, ya que esta especie invasora expulsa a los nóctulos de las oquedades de los troncos en los que se guarecen. Finalmente, por lo menos en España, el nóctulo mayor hiberna desde diciembre hasta febrero.

## Hábitos alimentarios
Típico cazador aéreo con una dieta amplia que incluye desde grandes coleópteros a pequeñas aves. La predación sobre aves, especialmente cazándolas al vuelo en vez de cuando están posadas, es muy rara entre los murciélagos. De hecho, sólo se ha reportado esta forma de caza en el caso del nóctulo mayor, en estudios en Italia y España. Los estudios de España indicaron que durante la migración nocturna de aves sobre el Mediterráneo desde marzo a abril y desde agosto a noviembre, hasta un 70% de los excrementos del nóctulo mayor contenían restos de aves. Estudios de isótopos estables en esta especie corroboran la hipótesis de predación nocturna en paseriformes migratorias. Este murciélago emplea la ecolocalización y tiene alas evolucionadas para la cacería a cielo abierto. Sus frecuencias de ecolocalización incluyen aquellas que están por encima del rango auditivo de las aves, indicando que está bien adaptado o exaptado para cazar paseriformes en el aire durante la noche.